# کلر برانسون
کلر برانسون (به انگلیسی: Clare Brunson) ژیمناست زادهٔ ۶ نوامبر ۱۹۸۹ میلادی اهل کشور ایالات متحده آمریکا است.